# Parròquia de Tirza
La Parròquia de Tirza (en letó: Tirzas pagasts) és una unitat administrativa del municipi de Gulbene, Letònia. Abans de la reforma territorial administrativa de l'any 2009 pertanyia al raion de Gulbenes.

## Pobles, viles i assentaments
- Alsupes
- Branti
- Dārtiņa
- Dzirnavas
- Indrāni
- Jaunaduliena
- Jauntirza
- Kalvīši
- Liepas
- Peļņi
- Roņi
- Tirza (centre parroquial)
- Troškas
- Vecaduliena
- Virāne
- Zosēni

## Hidrologia

### Rius
- Adulīte
- Alkšņupīte
- Azanda
- Gosupe
- Isliņa
- Ķivene
- Tirza
- Virāne.

### Llacs i embassaments
- Llac gran Virānes
- Llac petit Virānes
- Llac Adulienas

## Persones notables
- Andrievs Niedra (1871-1942), escriptor, dramaturg y pastor luterà.